# Ispitivanje kvaliteta vazduha u Crnoj Gori
Ispitivanje kvaliteta vazduha predstavlja ključnu aktivnost u okviru zaštite životne sredine u Crnoj Gori. Ovaj proces omogućava praćenje prisustva zagađujućih materija u vazduhu i pruža osnovu za donošenje mjera koje direktno utiču na zdravlje stanovništva i očuvanje prirodnih resursa.

## Značaj ispitivanja i nultih mjerenja
Mjerenje kvaliteta vazduha ima osnovnu ulogu u savremenim ekološkim politikama, posebno kada je riječ o planskoj izgradnji, industrijskim zahvatima i zaštiti zdravlja stanovništva.
U okviru izrade elaborata o procjeni uticaja na životnu sredinu, neophodna su tzv. nulta mjerenja – početna ispitivanja koja utvrđuju postojeće stanje kvaliteta vazduha na određenoj lokaciji. Bez ovih podataka nije moguće validno procijeniti potencijalne rizike po ljude i prirodu.
Kontinuirani monitoring omogućava:
- pravovremeno otkrivanje zagađenja,
- kontrolu uticaja privrednih subjekata,
- izradu prediktivnih modela u vezi sa klimatskim i urbanim promjenama,
- donošenje mjera za očuvanje zdravlja stanovništva i zaštitu ekosistema.

## Pravni i standardni okvir
Ispitivanja se sprovode u skladu sa:
- Zakonom o zaštiti životne sredine,[1]
- relevantnim nacionalnim pravilnicima,
- i standardom MEST EN ISO/IEC 17025, koji propisuje zahtjeve za kompetentnost ispitnih i kalibracionih laboratorija.

Nadležnost za ovu oblast imaju državne institucije, zdravstvene ustanove i akreditovane laboratorije.

## Akreditovane laboratorije u Crnoj Gori
Prema podacima iz javno dostupnog registra Akreditacionog tijela Crne Gore (ATCG), dvije institucije trenutno posjeduju akreditaciju za ispitivanje kvaliteta vazduha:
- [2]Institut SIGURNOST iz Podgorice – akreditovana laboratorija specijalizovana za ispitivanja svih parametara kvaliteta vazduha ambijenta, sa posebnim fokusom na obim akreditacije koji obuhvata i radnu i životnu sredinu.[3]

- [4]Centar za ekotoksikološka ispitivanja (CETI) – takođe iz Podgorice, koji vrši automatizovani monitoring i laboratorijsku analizu parametara zagađenja.

Obje laboratorije koriste savremenu opremu i validirane metode za mjerenje PM čestica (PM10, PM2.5), gasova kao što su NOx, NO, NO₂, SO₂, CO i O₃, kao i različitih isparljivih organskih jedinjenja i teških metala.

## Upotreba rezultata
Rezultati ispitivanja imaju višestruku primjenu:
- Zdravstvene institucije koriste ih za procjenu rizika po osjetljive grupe stanovništva,
- Psihološka istraživanja analiziraju uticaj zagađenja na raspoloženje, koncentraciju i kognitivne sposobnosti,
- Ekološki elaborati i procjene uticaja koriste ove podatke kao osnovu za stručnu analizu i zakonitu procjenu stanja ambijenta.